# Hella (zespół muzyczny)
Hella – duet z Sacramento w Kalifornii założony w 2001 r. Gra bardzo techniczną mieszankę rocka progresywnego, niezależnego i awangardy. W skład zespołu wchodzą gitarzysta Spencer Seim i perkusista Zach Hill, ale obaj są multiinstrumentalistami. Nazwa zespołu pochodzi ze slangu północnokalifornijskiego, gdzie oznacza "dużą ilość" (prawdopodobnie od hell of a lot), ale dla muzyków nie wiąże się z nią żadne głębsze znaczenie.

## Historia
W liceum Spencer Seim i Zach Hill grali w zespole Legs on Earth, który osiągnął lokalny rozgłos, dzięki "odjechanym" koncertom i zbliżonym do Primusa brzmieniu. Kiedy Legs on Earth rozpadło się, Zach i Spencer postanowili grać razem oraz odejść od mainstreamowego brzmienia. Nie chcieli koniecznie być duetem, ale "chcieliśmy zacząć zespół który grałby... tak jak graliśmy we dwóch, ale z większą liczbą ludzi. Ale nie mogliśmy znaleźć ludzi, więc zdecydowaliśmy się grać tylko we dwóch."'
W 2001 r. duet rozpoczął swoją działalność w Sacramento w Kalifornii pod nazwą Hella.
Pierwszą płytą wydaną samodzielnie była EPka "Leather Diamonds", pakowana ręcznie w pozbawiony opisu karton, sprzedawana na koncertach. 19 marca 2002 ukazał się debiutancki album Hella "Hold Your Horse Is" wydany przez 5 Rue Christine Records (oddział Kill Rock Stars Records z Seattle). Już na pierwszej płycie duet miał swoje charakterystyczne, obskurne brzmienie.
W 2003 roku Hella rozbudowało brzmienie studyjne. 17 czerwca ukazała się EPka "Bitches Ain't Shit But Good People" (pierwsze wydanie tylko na winylu), zawierała nową wersję utworu "Republic of Rough and Ready" z pierwszego albumu, po raz pierwszy poszerzoną o wokal, którym był Dan Elkan, przyjaciel zespołu. Również pierwszy raz pojawiły się gitara basowa, syntezator i automat perkusyjny. Na kolejnej EPce, "Total Bugs Bunny On Wild Bass", która ukazała się 26 sierpnia, Hella korzysta z syntezatora, samplera i automatu perkusyjnego, słychać też wpływ 8-bitowych gier wideo. W końcówce roku wyszła podwójna płyta z koncertu Hella z kapelą Dilute z San Francisco.
Drugi album Hella "The Devil Isn't Red" ukazał się w 2004 roku. Jest to jeszcze gęstsza synteza wczesnego brzmienia z dokonaniami w studio z poprzedniego roku. Wydana przez Suicide Squeeze Records w 2005 roku płyta "Church Gone Wild / Chirpin Hard" idzie jeszcze dalej w kierunku eksperymentu. Jest to w zasadzie podwójna płyta solowa członków duetu – każdy nagrał swoją płytę niezależnie od drugiego. Płyta Zacha "Church Gone Wild" to 56 minut niezgłębialnego hałasu, podczas gdy płyta Spencera "Chirpin Hard" to połączenie 8-bitowego brzmienia Nintendo z punkiem i technicznością math rocka. W 2005 roku na koncertach Hella wspomagali Dan Elkan (śpiew, gitara, syntezator) oraz Jonathan Hischke (bas). W tym składzie koncertowali w USA jako support przed występami Outhud in Spring, System of a Down, The Mars Volta, Lesa Claypoola i Dillinger Escape Plan. Poza Stanami zagrali w Japonii, Hiszpanii i Anglii. 9 listopada 2005 roku nakładem 5RC Records ukazała się płyta CD+DVD "Concentration Face / Homeboy".

## Projekty poboczne
Spencer i Zach nagrywają również z innymi zespołami. Spencer Seim gra na bębnach w kapeli The Advantage, która za pomocą gitary, basu i bębnów chce replikować brzmienie 8-bitowych gier. Zach Hill jest jeszcze bardziej aktywny, nagrywa z Tough Guy Fantasy / Arctic Boys, Flössin, Crime in Choir, Nervous Cop, Howard Hello, Goon Moon, Zach Hill and the Holy Smokes (którego wydawnictwo zawiera 138 stronnicową książkę z ilustracjami Zacha). Gra również na bębnach w kapeli Chino Moreno Team Sleep.

## Dyskografia
Dyskografia zespołu:
- 2001 – "Leather Diamonds" EP[3]
- 2002 – "Hold Your Horse Is" (CD, LP, reedycje: 2020, 2023, 2024)[4]
- 2002 – "Falam Dynasty" 7"[5]
- 2003 – "Bitches Ain't Shit But Good People" EP (12", CD)[6]
- 2003 – "Total Bugs Bunny on Wild Bass" EP (12", CD)[7]
- 2003 – Hella / Dilute "Live Dilute & Hella Split"[8]
- 2004 – "The Devil Isn't Red" (CD, LP, reedycje: 2024, 2025)[9]
- 2004 – Hella / Four Tet "Hella / Four Tet Split" 7"[10]
- 2004 – Acoustics" EP (Japonia, reedycja – 2005, Stany Zjednoczone – 2006)[11]
- 2005 – "Church Gone Wild / Chirpin Hard" (Stany Zjednoczone, Japonia, 2006 – Hiszpania)[12]
- 2005 – "Concentration Face / Homeboy" EP+DVD (Stany Zjednoczone, Japonia, Kanada)[13]
- 2007 – "There's No 666 In Outer Space" (Stany Zjednoczone, Wielka Brytania: CD; LP – 2008)[14]
- 2011 – "Tripper" (CD, LP, digital; Stany Zjednoczone, Japonia)[15]
- 2013 – "Santa's Little Hella" 7"[16]
- 2023 – "Biblical Violence - Demo" singiel, file, FLAC[17]